# テトラパック

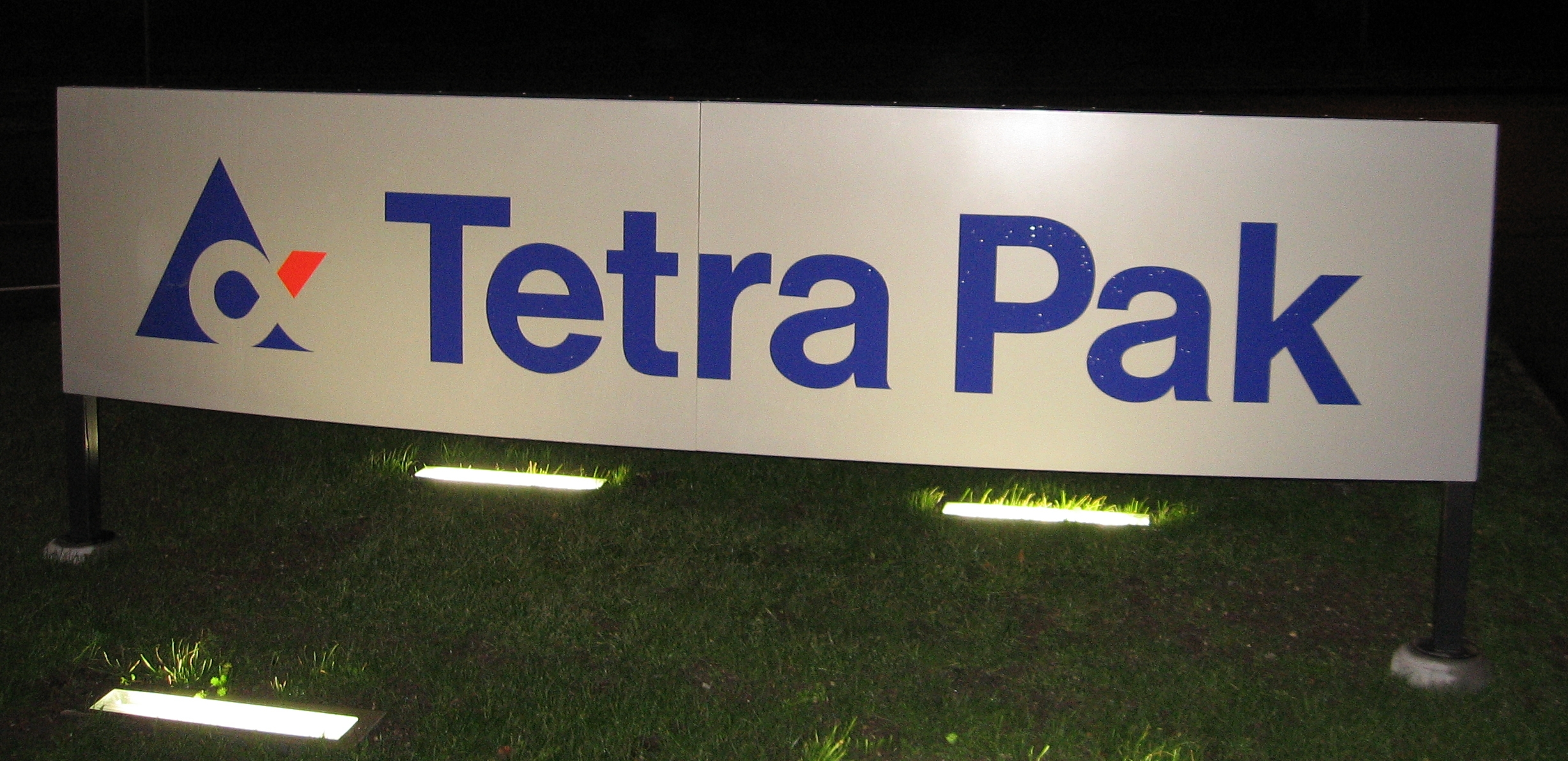
会社名の看板

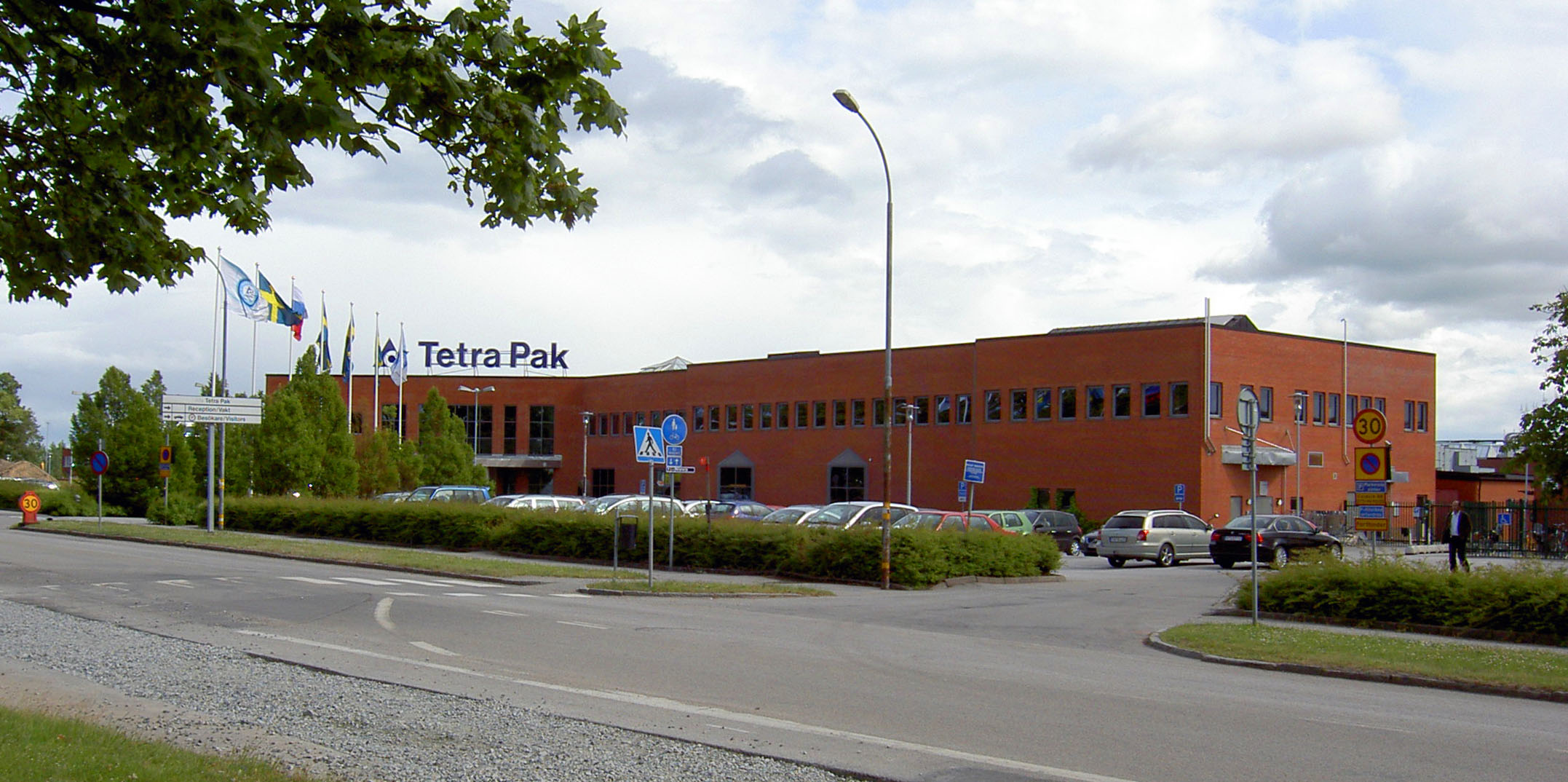
テトラパック本社 スウェーデン ルンド

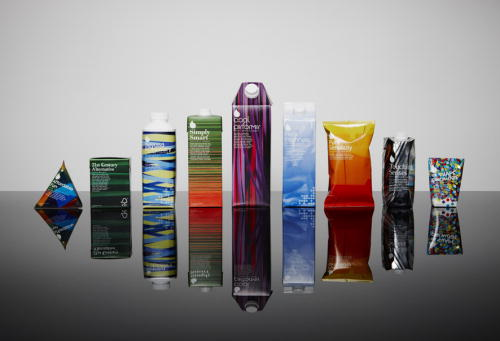
中央のは「テトラ・ジェミーナ・アセプティック（TGA）」

テトラパック (Tetra Pak) は、食品用紙容器の開発・製造を主たる業務とする国際企業。スウェーデンで創業し、スイスのローザンヌに本社を置く。創業者はルーベン・ラウジング。「テトラパック」及び「Tetra Pak」は登録商標である。同社が開発した「三角パック」の俗称で知られる、四面体型紙容器の商品名でもあった。

## 製品
テトラパックは同社が開発して製造する四面体型紙容器の旧名称で、現在は「テトラ・クラシック (TC)」と称する。現在は四角い「テトラ・ブリック (TB)」や屋根型の「テトラ・レックス (TR)」なども手がける、飲料用紙容器と充填包装システムで有数の企業である。1961年、同社は世界で初めて無菌充填（アセプティック）技術を開発し、食品製造業に革命を起こした。主力商品の「テトラ・ブリック・アセプティック（TBA）」容器などに使われているこの無菌充填技術は、食品の色・風味・栄養を保ちながら、常温で長期保存を可能とする。

## テトラ・クラシック

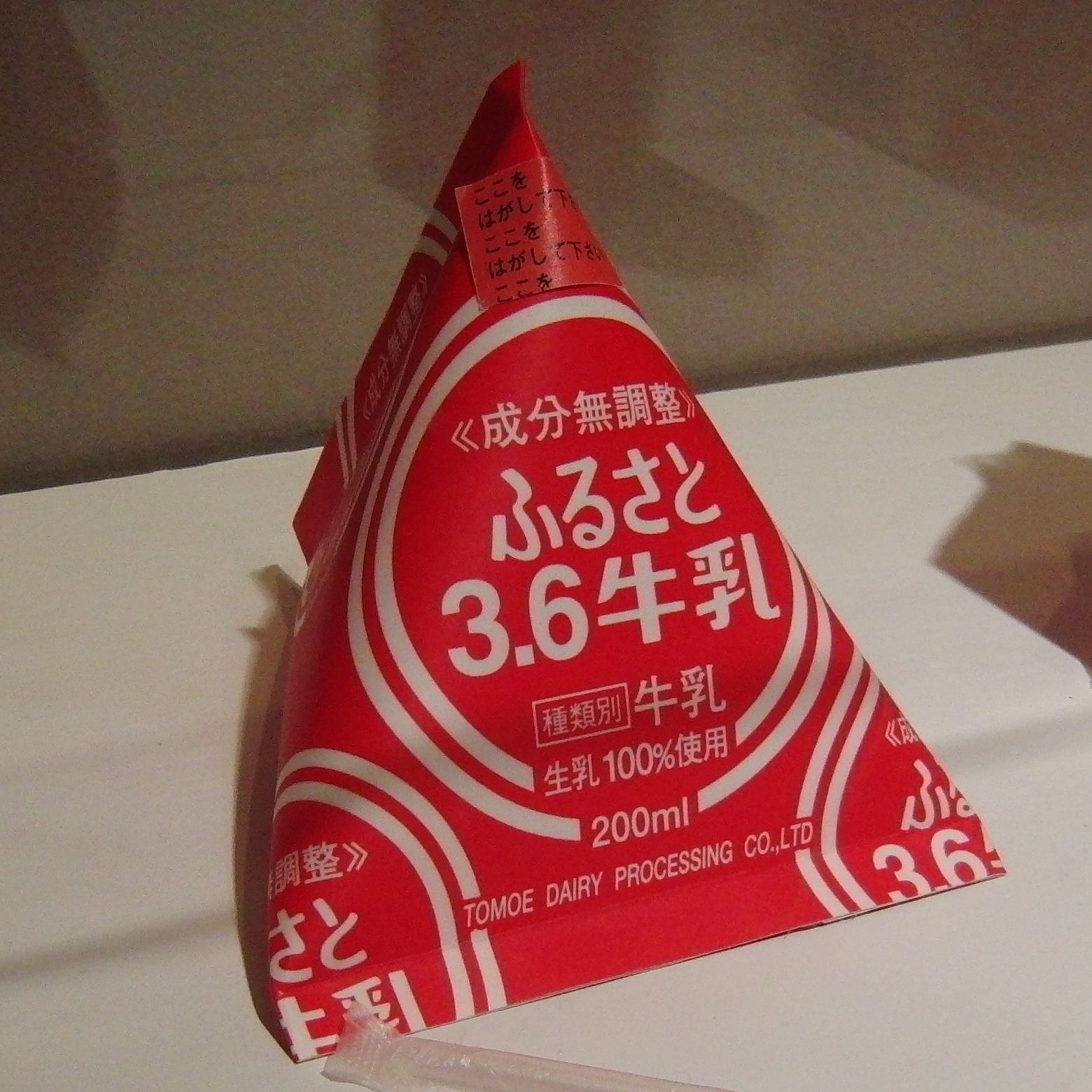
テトラ・クラシックを使用した日本の牛乳

日本で三角パックと多く俗称される「テトラ・クラシック」は、当社が1952年に発売した飲料用紙容器である。三角形の形状はピラミッド型の四角錐や、正四面体であるとの誤解も多いが、実際は正四面体ではない三角錐で、名称の“Tetra”も「4」の意味である。単位容積あたりの包装材が廃棄分や糊代を算入すると最小となり、一枚の長い紙で製造できる利点と、輸送に六角形の専用ケースを要する欠点がある。
現在は輸送や店頭の陳列で利点が多いブリックタイプが主流となり、採用例が減少して日本テトラパックは国内の販売を2004年6月から休止していたが、2014年7月に10年ぶりに販売を再開した。